# Љубомир Петровић (официр)
Љубомир Ж. Петровић (Пожаревац, 28. новембар 1899 − ? ) био је артиљеријски потпуковник, генералштабни официр, учесник Првог и Другог светског рата, начелник штаба Церске дивизије.

## Живот и рад
Љубомир Петровић рођен је 28. новембра 1899. у Пожаревцу, где је завршио основну школу и гимназију од 6 разреда.

## Први светски рат
У време Првог светског рата, пријавио се као добровољац. Током 1915. године повлачи се за војском, али је био заробљен заједно са оцем Живојином који је у току рата био мобилисан као обичан војник. Од краја 1915. до 1918. године били су у логору Нежидер код Нежидерског језера у Мађарској.

## Повратак у земљу и напредовање у служби
Након рата и повратка у земљу 1920. године уписао је Војну академију. Нижу школу Војне Академије завршава 1922. године као 48. у класи, постаје артиљеријски официр и добија чин потпоручника. После академије поставњен је за водника 4. хаубичког дивизиона Врбаске артиљеријске бригаде. За водника 5. пољског дивизиона Зетске артиљеријске бригаде постављен је 22. октобра 1925. године. За вршиоца дужности командира 3. батерије 1. дивизиона Јадранске артиљеријске бригаде постављен је 7. априла 1927. године.
На предлог управника Војне Академије примљен је у Вишу школу Војне Академије 30. септембра 1927. године. Kao свршени студент Више школе Војне Академије постављен је 1. октобра 1929. године за командира 3. батерије 1. дивизиона Дунавске артиљеријске бригаде. Унапређен је у чин капетана II класе 4. октобра 1930. године. Након унапређења, а на предлог Начелника главног Генералштаба премештен је за Београд као приправник за ђенералштабну струку 16. октобра 1930. године. На основу закона о устројству војске и морнарице преведен је 20. фебруара 1933. године у генералштабну струку као официр за генералштабне послове. По потреби службе распоређен је 23. марта 1933. године на службу у железничко-пловидбени одсек саобраћајног одељења Главног Генералштаба. У чин капетана I класе унапређен је 9. октобра 1933. године. Након пар година, тачније 31. децембра 1936. године унапређен је у чин мајора.
За даље школовање за генералштабног официра, мајор Љубомир Петровић послат је у Париз почетком 1937. године где је остао до краја године. Специјализација се одржавала у Париској школи Ecol milliter superior deger (Француска висока војна академија) коју је завршио је и Владимир Станојевић. Затегнути политички односи у Европи и приближавање рата је очигледно утицало 30-тих година на дошколовавање југословенских (српских) официра у Француској.
Након повратка у Србију 1938. године распоређен је у Ваљево, где је остао до 1941. године у својству помоћника начелника штаба Дринске дивизије
Петар II Карађорђевић, а на предлог Министра војске и морнарице генерала Петра Пешића унапредио је 31. децембра 1940. године Љубомира Петровића у чин потпуковника.

## Други светски рат
У току Априлског рата био је начелник штаба Церске дивизије (седиште у Шапцу) иако је већ тада требало да добије чин пуковника остао је у звању потпуковника. Његова јединица се достојно носила са јачим непријатељем. У току активности и повлачења код Ивањице, дознао је да је земља капитулирала, где је заробљен и потом са осталим официрима спроведен у немачко заробљеништв. Заробљеништво је провео већим делом у логору Оснабрику и делом радећи на имањима имућнијих Немаца пред сам крај рата 1944. године.
Након Другог светског рата остао је у Француској окупационој зони у Баден-Бадену и радио је у војној установи код Француза све до краја француске окупације Шварцвалда и југозападног дела Немачке 1948-1949. године. Није се вратио у земљу јер се као официр са заклетвом датом краљу, бојао да ће га неко по повратку спровести у затвор.
У више наврата био је члан испитне комисије за чин активног и резервног санитетског и апотекарског капетана II класе за испитну 1934/35, 1935/1936 годину.
Био је члан испитне комисије за чин активног и резервног санитетског мајора војске и морнарице и апотекарског мајора за испитну 1938/39 годину.

## Породица
Брат Драгутин (Драга) рођен 1896. године, земљорадник. Љубимир Ж. Петровић био је ожењен гђицом Олгом, кћерком пешадијског бригадног генерала Мулитина Станојевића, Начелника Ађутанског одељења Министарства Војске и Морнарице. Супруга Олга умрла је 16. фебруара 1950. на годишњицу брака, од капи. Имали су два сина Миомира рођеног 12. јула 1930. година и Душана рођеног 30. маја 1936. године.

## Одликовања
- Медаља за војничке врлине, 1925.
- Златна медаља за ревносну службу, 1925.
- Орден Југословенске Круне V реда, 1930.
- Медаља за војничке врлине, 1931.
- Краљевски орден Белог орла V реда, 1936.
- Орден Југословенске Круне IV реда, 1940.